# Hercegovački derbi
Hercegovački derbi naziv je za utakmicu hrvatskih nogometnih klubova u Hercegovini između Zrinjskog iz Mostara i Širokog Brijega. 
Prvi derbi odigran je 26. lipnja 1994. kao utakmica doigravanja za prvaka Herceg-Bosne.
Do 31. ožujka 2018. odigrano je 49 susreta, od čega 33 u Premijer ligi BiH i 6 u Nogometnom kupu BiH.